# Radio Exterior de España
Radio Exterior de España (REE) é uma estação de rádio espanhola com alcance internacional operada pela Radio Nacional de España. A estação transmite uma programação voltada principalmente para os espanhóis que vivem no exterior. A REE transmite 24 horas em ondas curtas, satélite e Internet. As emissões são em  espanhol, francês, árabe, russo, português, ladino e inglês.